# IQOO 7
iQOO 7是vivo公司子品牌iQOO手机于2021年1月发布的旗舰手机。其采用中置挖孔直屏，搭载Origin OS for iQOO系统。

## 设计
iQOO 7正面采用中置挖孔的非曲面屏，背面则采用AG磨砂玻璃材质，后摄采用与Vivo X60系列相似的阶梯式相机设计以及方形三摄模组。
iQOO 7在中国大陆市场提供黑镜（black）、潜蓝（blue）以及传奇版（legend）配色，而在印度市场还推出了橙色（monster orange）配色。其中，vivo与宝马合作设计的传奇版配色沿用了iQOO上一代旗舰iQOO 5 Pro的传奇版配色，官方称其为“赛道”设计。

## 性能与体验
iQOO 7在中国大陆发行的版本搭载了高通骁龙888处理器，最高达12GB的LPDDR5内存与最高256GB的UFS 3.1闪存，而在印度发行的标准版本搭载高通骁龙870处理器、LPDDR4X内存与UFS 3.1闪存，传奇版（legend）则与中国大陆发行的版本相同。
iQOO 7搭载了一块6.62英寸的FHD+ AMOLED屏幕，支持最高120Hz刷新率和300Hz触控采样率。